# Giorgi Tjakvetadze
Giorgi Tjakvetadze, född 29 augusti 1999 i Tbilisi, är en georgisk fotbollsspelare som spelar för Watford och Georgiens landslag.
2018 blev han vald till årets spelare i Georgien.

## Landslagskarriär
Tjakvetadze debuterade för Georgiens landslag den 24 mars 2018 i en 4–0-vinst över Litauen.